# Малые Тюкты
Малые Тюкты (каз. Кіші Тұйықты) — аул в Зерендинском районе Акмолинской области Казахстана. Входит в состав Сельского округа Малика Габдуллина. Код КАТО — 115655700.

## География
Аул расположен на юге района, возле одноименного озера, в 26 км на восток от центра района села Зеренда, в 7 км на юг от центра сельского округа села Малика Габдуллина.

### Ближайшие населённые пункты
- село Дороговка в 2 км на востоке,
- село Карашилик в 7 км на юго-западе,
- село Малика Габдуллина в 7 км на севере,
- село Ортаагаш в 8 км на северо-западе,
- село Обалы в 12 км на юго-востоке.

## Население
В 1989 году население аула составляло 270 человек (из них казахов 38%, русских 26%).
В 1999 году население аула составляло 282 человека (147 мужчин и 135 женщин). По данным переписи 2009 года, в ауле проживало 219 человек (111 мужчин и 108 женщин).
| Численность населения | Численность населения | Численность населения |
| 1989                  | 1999                  | 2009                  |
| --------------------- | --------------------- | --------------------- |
| 270                   | ↗282                  | ↘219                  |